# St. Walburga (Kaufering)

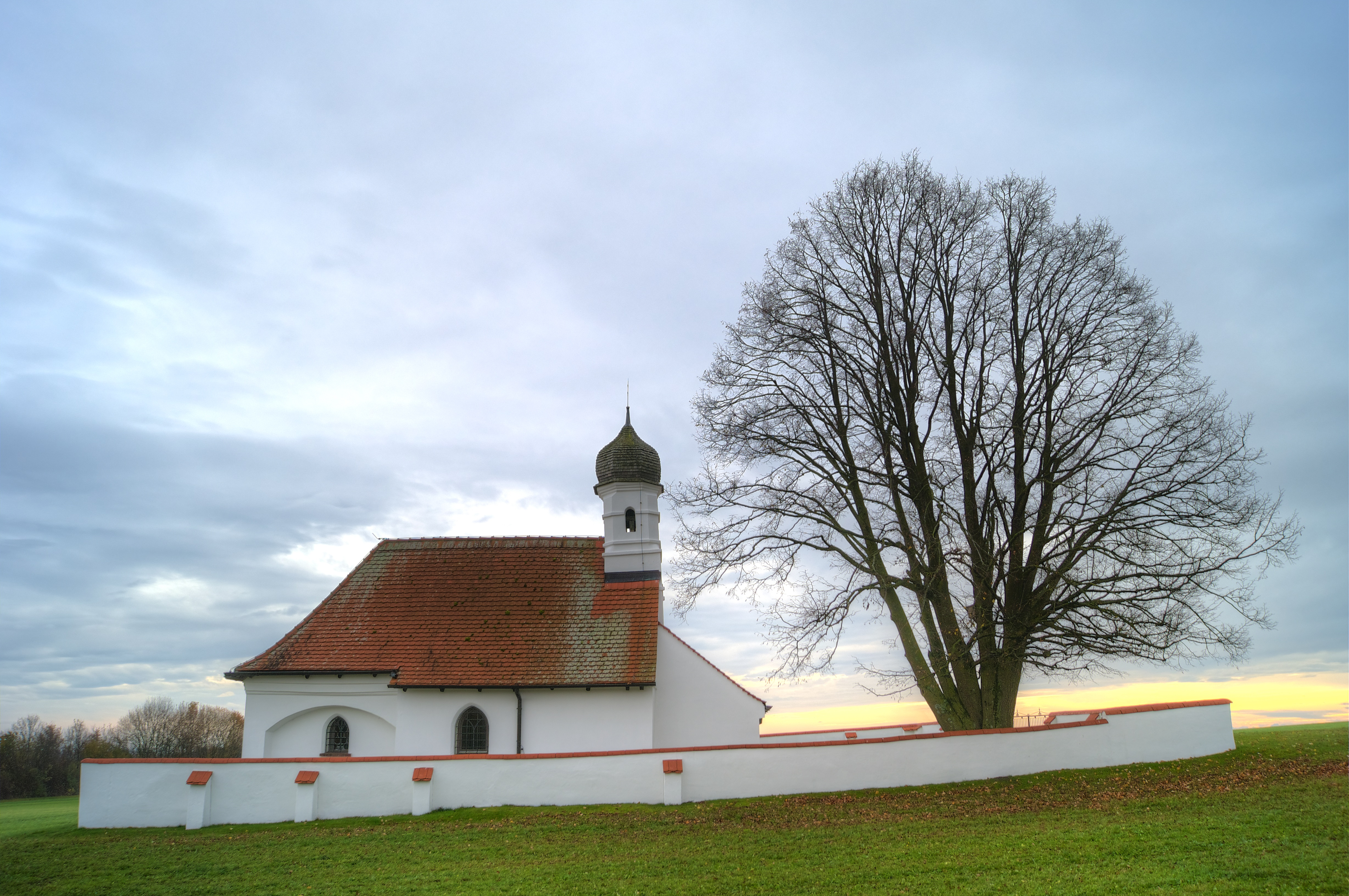
St. Walburga in Kaufering

Die römisch-katholische Kapelle St. Walburga steht in Kaufering, einer Gemeinde im oberbayerischen Landkreis Landsberg am Lech. Das Bauwerk ist in der Liste der Baudenkmäler in Kaufering als Baudenkmal unter der Nr. D-1-81-128-4 eingetragen. 

## Beschreibung
Die Anfang des 14. Jahrhunderts erbaute und in der ersten Hälfte des 17. Jahrhunderts erweiterte Saalkirche steht auf freiem Feld inmitten eines ehemaligen Pestfriedhofs. Sie besteht aus dem Langhaus und dem eingezogenen Chor im Osten. Aus dem Satteldach des Langhauses erhebt sich im Westen ein Dachreiter, der mit einer Zwiebelhaube bedeckt ist. An der Fassade im Westen steht ein Vorbau mit dem Portal. 
Der Innenraum ist mit einem Kreuzrippengewölbe überspannt.